# Loa (voodoo)

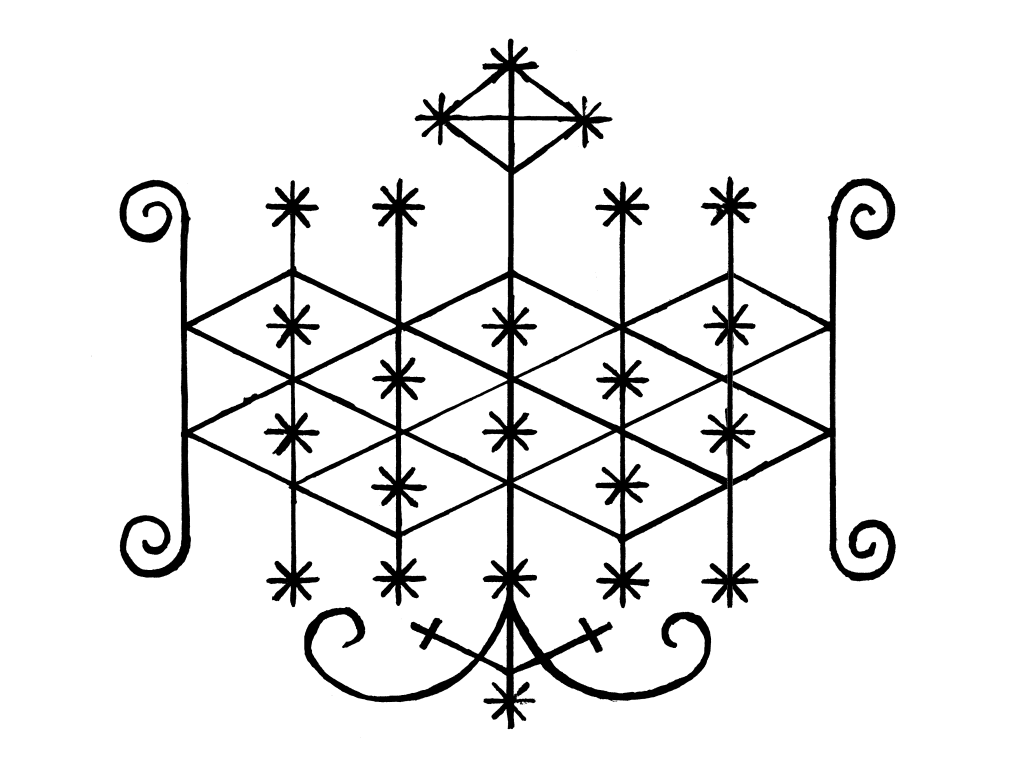
Veve Ogouna

Veve Maman Brigitte

Loa lub lwa to duch lub bóstwo w religii voodoo, obdarzone wielką mocą i niemal nieograniczonymi możliwościami. Loa odgrywają najważniejszą rolę w rytuałach voodoo i objawiają się najczęściej przez opętanie.
Loa pochodzą z animistycznych wierzeń Zachodniej Afryki, gdzie ich nazwa oznacza "duchowych przewodników". W Ameryce loa uległy wpływowi innych religii (głównie katolicyzmu) i dlatego często są czczone pod postacią Jezusa, Maryi i świętych katolickich. Każdy loa ma własny zakres działania i atrybuty.
Wyznawcy składają loa krwawe ofiary ze zwierząt, a także z owoców, warzyw, pieniędzy, rumu i cygar. Loa przyjmują tylko ducha ofiarowanego zwierzęcia, podczas gdy ciało, pozbawione smaku, zjadają zazwyczaj podczas rytualnej uczty wyznawcy.
Papa Legba jest podczas rytuałów wzywany jako pierwszy. Jest pośrednikiem pomiędzy wszystkimi loa i ludźmi, trzyma pieczę na bramą do nieziemskiej krainy Le Guinée, która jest siedzibą wszystkich loa. Następnie wzywane są poprzez pieśni i dźwięk bębnów inne loa, bardzo często pojawiają się jednak także te, które nie były wzywane. Najczęstszym, nie zapowiadanym gościem jest Baron Samedi. Każdy rytuał poprzedza też narysowanie na ziemi kredą symbolu kultowego loa, znanego jako veve, które reprezentuje podstawową charakterystykę loa i zakres jego działania - jest odzwierciedleniem źródła duchowej mocy.

## Lista loa
- Adjassou-Linguetor
- Adjinakou
- Adya Houn'tò
- Agassou
- Agwe
- Ayida-Weddo
- Ayizan
- Azaka-Tonnerre
- Bacalou
- Badessy
- Baron Samedi
- Boli Shah
- Bossou Ashadeh
- Boum'ba Maza
- Bugid Y Aiba
- Capitain Debas
- Clermeil
- Congo
- Damballah
- Dan Petro
- Dan Wédo
- Diable Tonnerre
- Diejuste
- Dinclinsin
- Erzulie
- Guédé (duchy śmierci i płodności)
- Gran Maître
- Grand Bois
- Guinée
- Kalfu
- Lemba
- Limba
- L'inglesou
- Loco
- Mademoiselle Charlotte
- Mait' Carrefour
- Maîtresse Délai
- Maîtresse Hounon'gon
- Maman Brigitte
- Marassa
- Marassa Jumeaux
- Marinette
- Mombu
- Mounanchou
- Nago Shango
- Ogoun
- Papa Legba
- Pie
- Simbi
- Sobo
- Sousson-Pannan
- Ti Jean Quinto
- Ti Malice
- Ti-Jean Petro